# Белуга
Белу́га (лат. Huso huso) — рыба семейства осетровых (Acipenseridae). Вид включён в Красную книгу МСОП. Поскольку масса наиболее крупных пойманных экземпляров этого вида достигала полутора тонн, белугу можно считать самой крупной пресноводной рыбой, хотя это утверждение считается спорным, потому что она в основном обитает в морях, а в реки заходит на нерест, являясь проходной рыбой. Также является второй по величине среди костных рыб, уступая только луне-рыбе. Вид находится на грани исчезновения из-за утраты нерестилищ (ввиду строительства Волжско-Камского каскада ГЭС), браконьерства и загрязнения вод Волги и Каспийского моря тяжёлыми металлами и органическими ядовитыми веществами антропогенного происхождения.

## Ареал в прошлом и настоящем
Проходная рыба, обитающая в Каспийском, Азовском и Чёрном морях, откуда она заходит в реки для икрометания. До начала XX века белуга была сравнительно многочисленна, однако сейчас находится на грани исчезновения в дикой природе.
В Каспийском море была распространена повсеместно. Для нереста в настоящее время входит главным образом в Волгу, в значительно меньших количествах — в Урал и Куру, а также Терек. В прошлом нерестящиеся рыбы поднимались по бассейну Волги очень высоко — до Твери и до верховьев Камы. В Урале нерестилась в основном в нижнем и среднем течении. Встречалась также по иранскому побережью южного Каспия и нерестилась в р. Горган. В период с 1961 по 1989 гг. белуга поднималась по Волге до Волгоградского гидроузла, где на Волжской ГЭС специально для проходных рыб был построен рыбоподъёмник, работавший, впрочем, неудовлетворительно. В итоге, ещё в советское время, в 1989 г., рыбоподъёмник был выведен из эксплуатации. По Куре поднимается до Куринского каскада ГЭС в Азербайджане.

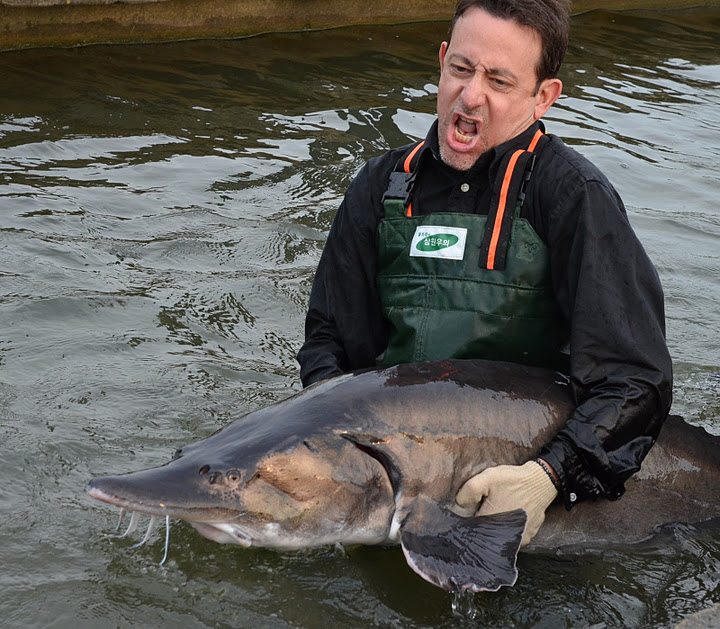
Рыба с рыбаком

Азовская белуга для размножения входит в Дон и очень мало в Кубань. Ранее по Дону поднималась высоко, в период с 1950 до 1970 гг. доходила до Цимлянской ГЭС и поднималась на нерест до Павловского района Воронежской области. Всего было зарегистрировано 11 случаев поимки азовских белуг выше Цимлянской плотины. По данным 2020 года, на Донском осетровом заводе была предложена программа возрождения азовской белуги.
Основная часть черноморской популяции белуги и в прошлом, и сейчас обитает в северо-западной части моря, откуда она идёт на нерест в основном в Дунай, Днепр и Днестр, единичные особи заходили (и, возможно, заходят) в Южный Буг. Белугу в Чёрном море отмечали также вдоль крымского побережья, где близ Ялты она регистрировалась на глубинах до 180 м (то есть там, где уже наблюдается присутствие сероводорода), и у кавказского берега, откуда она иногда шла на нерест в Риони, и по турецкому побережью, где белуга для икрометания входила в реки Кызылырмак и Ешильырмак. По Днепру крупных особей (до 300 кг) иногда ловили в районе порогов (участок Днепра между современными городами Днепр и Запорожье), а экстремальные заходы отмечались у Киева и выше: по Десне белуга доходила до села Вишенки, а по Сожу — до Гомеля, где в 1870-х гг. была поймана особь массой в 295 кг (18 пудов).
Большая часть черноморских белуг идёт на нерест в Дунай, где в прошлом вид был довольно обычен и поднимался до Сербии, а в далёком прошлом доходил до г. Пассау в восточной Баварии. По Днестру нерест белуги отмечался у г. Сороки на севере Молдавии и выше Могилёва-Подольского. По Южному Бугу поднималась до Вознесенска (север Николаевской области). В настоящее время черноморская популяция вида стоит на грани исчезновения. В любом случае, по Днепру белуга не могла подняться выше Каховской ГЭС (до её разрушения в ходе российско-украинской войны), по Днестру — выше Дубоссарской ГЭС, по Дунаю — выше ГЭС Джердап.
До 70-х гг. XX в. белуга встречалась также в Адриатическом море, откуда входила для нереста в р. По, однако за последние 30 лет её здесь ни разу не встретили, и потому адриатическая популяция белуги считается в настоящее время вымершей.
С 2009 года белуга практически уже не размножается в дикой природе в России, из-за утраты производителей и сокращения естественных нерестилищ. Единственным способом поддержания популяции белуги в дикой природе является её искусственное разведение на рыборазводных заводах и выпуск молоди.

## Описание
Жаберные перепонки срослись между собой и образовали под межжаберным промежутком свободную складку. Рыло короткое, заострённое, сверху и с боков мягкое, лишено щитков. Рот большой, полулунный. Нижняя губа прервана. Усики сплющены с боков и снабжены листовидными придатками. В первом спинном плавнике 62—73 лучей; в анальном 28—41; спинных жучек 11 — 14, боковых — 41—52, брюшных — 9—11; жаберных тычинок 24. Первая спинная жучка самая мелкая. Между жучками тело покрыто костяными зернышками.
Спина тусклого серо-коричневого цвета, брюхо светлое.

### Размеры
Белуга — одна из самых крупных пресноводных рыб, достигает полутора тонн массы и длины 4,2 м. Как исключение (по неподтверждённым данным) указывались особи до 2 т и 9 м в длину (если эти сведения верны, то белугу можно считать самой крупной пресноводной рыбой Земного шара).
В «Исследованиях о состоянии рыболовства в России» (ч. 4, 1861) сообщается о белуге, пойманной в 1827 г. в низовьях Волги, которая весила почти 1,5 т (90 пудов). 11 мая 1922 г. в Каспийском море близ устья Волги была поймана самка массой 1224 кг (75 пудов), при этом 667 кг приходилось на туловище, 288 кг — на голову и 146,5 кг — на икру. Ещё раз самку такой же величины поймали в 1924 г. в Каспийском море в районе Бирючьей косы, икры в ней было 246 кг, а общее число икринок составляло около 7,7 млн. Немного восточнее, перед устьем Урала 3 мая 1926 г. была поймана 75-летняя самка массой более 1 т и длиной 4,24 м, в которой было 190 кг (12 пудов) икры. В Национальном музее Республики Татарстан (г. Казань) представлено чучело белуги длиной 4,17 м, привезенное из музея Санкт-Петербурга. На Средней Волге близ населенного пункта Тетюши в 1920 году была поймана белуга - её масса составила около 1000 кг, возраст рыбы 60-70 лет. В южной части Каспийского моря также добывались крупные экземпляры — так, у Красноводской косы (современный Туркменистан) в 1836 г. была поймана белуга массой 960 кг (60 пудов).
Позднее рыбы массой больше тонны уже не отмечались, однако в 1970 г. был описан случай поимки в дельте Волги белуги массой 800 кг, из которой было извлечено 112 кг икры, а в 1989 г. там же была поймана белуга массой 966 кг и длиной 4,20 м (в настоящее время её чучело хранится в астраханском музее).
Крупные особи белуги ловились также в средней и даже в верхней части бассейна Волги: в 1876 г. в р. Вятке близ г. Вятка (современный Киров) была поймана белуга массой в 573 кг, а в 1926 г. в районе современного г. Тольятти поймали белугу массой 570 кг с 70 кг икры. Есть также данные о поимке очень крупных особей на верхней Волге близ Костромы (500 кг, середина XIX в.) и в Оке близ г. Спасска Рязанской губернии (380 кг, 1880-е гг.).
Очень крупных размеров белуга достигала и в других морях. Например, в Темрюкском заливе Азовского моря в 1939 г. была поймана самка белуги массой 750 кг, икры в ней не было. В 1920-е гг. сообщалось о 640-килограммовых азовских белугах.
В 2013—2015 гг. на реке Урал в Казахстане были пойманы крупные экземпляры белуги массой 125—300 кг.
В прошлом средний промысловый вес белуги составлял на Волге 70-80 кг, на Азовском море 60-80 кг, в придунайском районе Чёрного моря 50-60 кг. Л. С. Берг в своей знаменитой монографии «Рыбы пресных вод СССР и сопредельных стран» указывает, что масса белуги «в волго-каспийском регионе наичаще 65-150 кг». Средняя масса самцов, пойманных в дельте Дона, составляла 75-90 кг (1934 г., данные по 1977 особям), а самок — 166 кг (среднее за 1928—1934 гг.).

## Биология
Проходная рыба. Ведет придоннопелагический образ жизни. Встречается при широком диапазоне солености (‰): в Каспийском море — 12—13, Чёрном море — 17—18, Средиземном море — около 35.

### Рост и размножение
Белуга — долгоживущая рыба, достигающая возраста в 100 лет. В отличие от тихоокеанских лососей, погибающих после нереста, белуга, как и другие осетровые, может нереститься много раз в жизни. После нереста скатывается обратно в море.
Икра донная, клейкая. Мальки появляются в дельте Волги в июне, — их длина составляет 1,5—2,4 см. Они быстро скатываются ещё мальками в Каспийское море, однако единичные экземпляры могут задержаться в реке до 5—6-летнего возраста.
Половой зрелости каспийские самцы белуги достигают в 13—18 лет, а самки — в 16—27 (преимущественно в 22—27) лет. Плодовитость белуги, в зависимости от размеров самки, составляет от 500 тыс. до миллиона (в исключительных случаях — до 5 миллионов) икринок. Есть данные, что крупные (2,5—2,59 м длиной) волжские самки вымётывают в среднем 937 тыс. икринок, а куринские тех же размеров — в среднем 686 тыс. икринок. В прошлом (по данным 1952 г.) средняя плодовитость ходовой волжской белуги составляла 715 тыс. икринок.
Среди нагуливающейся в Северном Каспии белуги преобладают (67 %) особи длиной от 70 до 145 см, массой около 19 кг, в возрасте до 13 лет. В промысловых уловах встречались рыбы в возрасте от 11 до 37 лет. Куринская белуга растёт медленнее по сравнению с волжской. Наиболее скороспелая — азовская белуга: её самцы созревают в возрасте 12—14 лет, самки — в возрасте 16—18 лет.

### Миграции
На нерест белуга поднимается в реки (из Каспия — в Волгу, Урал, незначительное количество — в Куру и Терек; из Чёрного моря — в Днепр, Дунай; из Азовского — в Дон и Кубань). Нерестовый ход в Волгу начинается в марте при температуре воды 6 — 7 °С, заканчивается — в октябре. В Дон белуга идет с марта по декабрь, а в Дунай — с марта. Яровые рыбы мечут икру в год захода в реку. Особи летне-осеннего хода зимуют в реке на ямах. Лишь небольшое количество особей зимует в реках. В море места зимовки расположены на глубине 6—12 м. После нереста белуги скатываются вниз по Волге от распадения льда и до ледостава (частично и в зимнее время), в Урале — с марта по июнь и с августа по ноябрь .

### Питание
По способу питания белуга — хищник, питающийся преимущественно рыбой. Начинает хищничать ещё мальком в реке. В море питается преимущественно рыбой (сельди, тюльки, бычки и др.), однако не пренебрегает и моллюсками. В желудках каспийской белуги находили даже бельков (детёнышей) тюленя.

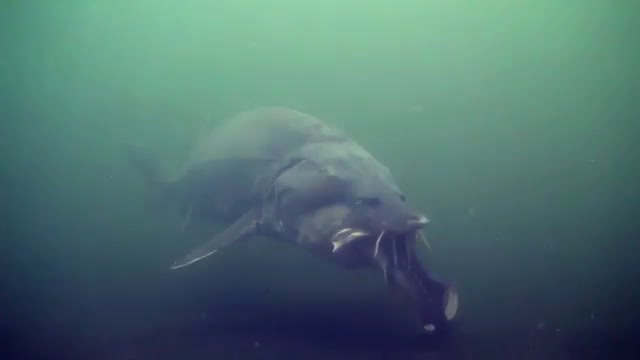
Взрослая белуга, поедающая другого осетра меньших размеров.

Ходовая белуга в дельте Волги и в самой реке, как правило, не питается. Пищевыми конкурентами белуги в море являются частично осётр и севрюга, в реке — судак, жерех, щука.

## Взаимодействие с человеком
В прошлом ценная промысловая рыба. С 2000 года промысел белуги в России запрещён, с 2016 года действует международный мораторий, запрещающий промысел белуги (и других видов осетровых) во всех прикаспийских странах. Промысловые уловы волжской белуги в начале 70-х годов были на уровне 1,2—1,5 тыс. т в год, составляя 10—11 % общегодовой добычи осетровых в Волго-Каспийском бассейне. В 90-е годы XX века наблюдалось постоянное снижение (т): 1993 г. — 311, 1995 г. — 154, 1997 г. — 127, 1998 г. — 78, 1999 г. — 40, 2000 г. — 44. В 1995—1996 г. российский улов белуги в Чёрном и Азовском морях составлял всего 1 т. Белугу промышляли сетями.
Используют мясо, икру, внутренности, кожу, головы. Содержание жира в теле белуги 7 %, в икре — 15 %, во внутренностях — 3,9 %. Мясо поступает на рынок в охлаждённом, мороженом и вяленом виде. Из него производят консервы и балык (теши, боковники), кулинарные изделия (отварная, заливная рыба). Икра белуги бывает зернистая и паюсная. Из хорды готовят вязигу. Из высушенных плавательных пузырей приготовляют клей для осветления вин.
Численность азовской белуги резко сократилась из-за полной утраты естественных нерестилищ, в результате гидростроительства, малой численности нерестовой популяции, низкой эффективности искусственного воспроизводства из-за дефицита производителей, чрезмерного вылова как в реках, так и в море, проводившегося вплоть до середины 80-х гг. В 70-х гг. в Азовское море перевозили и выпускали оплодотворённую икру каспийской белуги. С 1956 г. воспроизводится на осетровых заводах Дона и Кубани. В настоящее время практически вся популяция имеет заводское происхождение. С 1986 г. промысел белуги на Азове запрещен, разрешено отлавливать только производителей для заводского разведения. Необходима криоконсервация геномов, разработка методов идентификации особей азовского и каспийского подвидов для недопущения воспроизводства и выпуска последних в Азовское море, усовершенствовать биотехнику искусственного разведения с обязательным подращиванием молоди в прудах и доведением ежегодного её выпуска до 1 млн штук и более. Разводится в аквакультурных хозяйствах (осетроводство) с целью получения чёрной икры.
Международный союз охраны природы присвоил виду охранный статус «Виды на грани исчезновения». За незаконный вылов осетровых рыб в России предусмотрена уголовная ответственность (до 3-х лет лишения свободы) и административные штрафы.

### Икра белуги

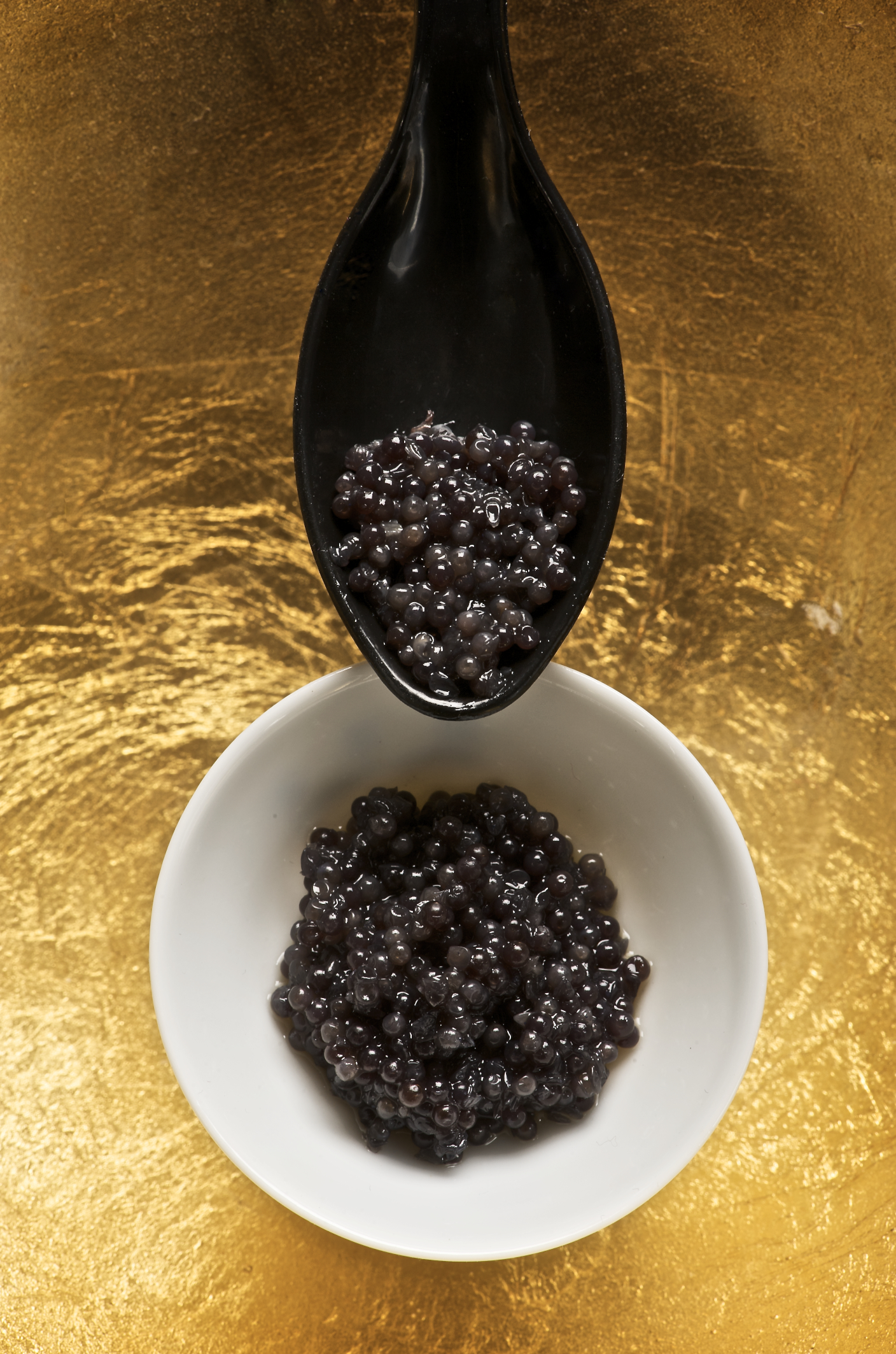
Икра белуги.

Самки белуги мечут чёрную икру. Икринки белуги крупные, в диаметре они достигают 2,5 миллиметров, масса икры составляет 1/5—1/4 часть массы тела. Икра белуги считается самой ценной среди всей остальной икры осетровых рыб. Она имеет тёмно-серый цвет с серебристым оттенком, сильный запах и нежный ореховый привкус. До революции лучший приготовленный сорт зернистой белужьей икры назывался «варшавский передел», так как большая часть поставок её шла в Российской империи из Астрахани в Варшаву, а оттуда за границу. К концу 2005 г. 1 кг белужьей икры стоил около €620 на чёрном рынке в России (при официальном запрете на продажу этой икры) и до €7000 за границей, в 2019 году баночка весом 250 грамм браконьерской белужьей икры стоила на чёрном рынке 42 — 45 тыс. рублей. По данным WWF, 80 % продаваемой в России чёрной икры в 2015 году имело браконьерское происхождение, к продаже разрешена только чёрная икра осетровых, выращенных в аквакультурных хозяйствах.

## Рёв белуги
В русском языке существует фразеологизм «реветь белугой», который, однако, не имеет отношения к этой рыбе и связан с громкими звуками, которые издаёт зубатый кит белуха. В XIX веке были распространены два варианта написания названия этого млекопитающего: «белуха» и «белуга». В современном русском языке слово «белуга» имеет основное значение — рыба белуга, но употребляется и для млекопитающего.

## Нумизматика и филателия
- 5 марта 2019 года Банк России выпустил в обращение серебряную памятную монету номиналом 2 рубля серии «Красная книга» «Белуга»[29]
- 9 сентября 2003 года почта России выпустила почтовую марку из серии «Сохраним природу Каспийского моря». Совместный выпуск России и Ирана.[30]

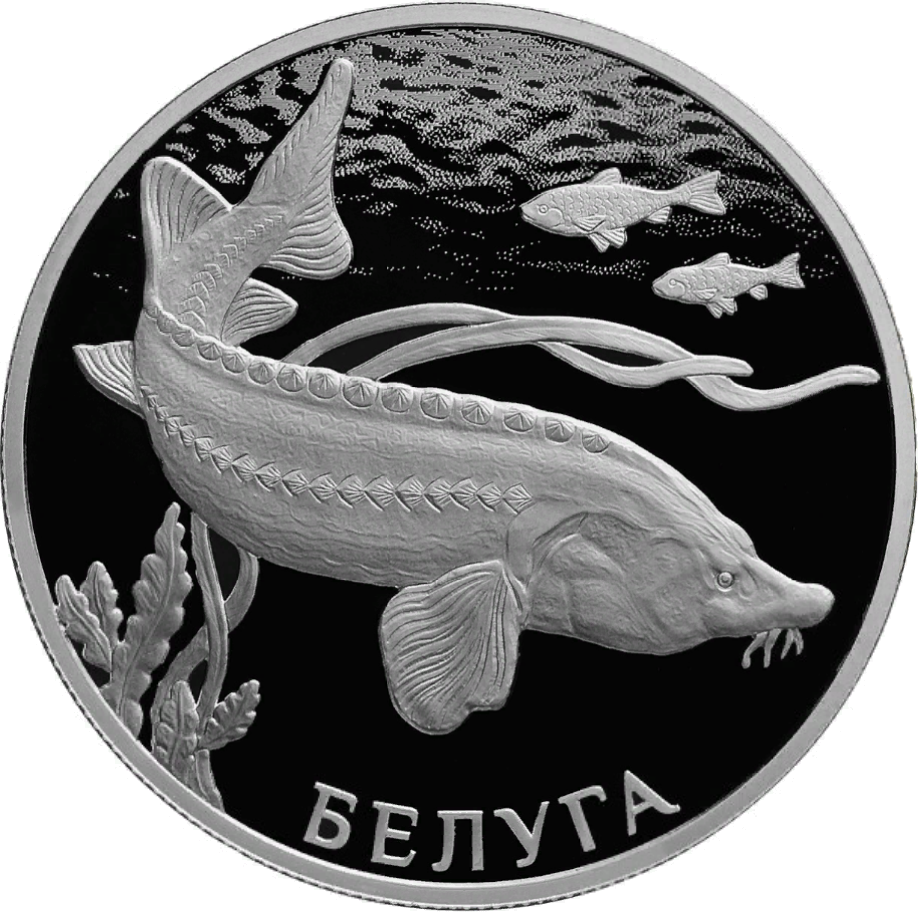
Серебряная монета Банка России «Белуга» из серии «Красная книга».
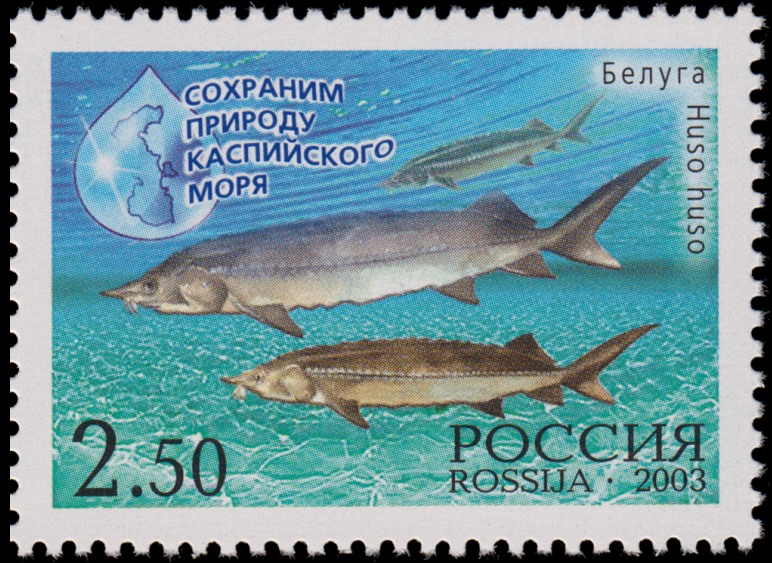
Почтовая марка России, 2003 год